# 新港鄉村俱樂部

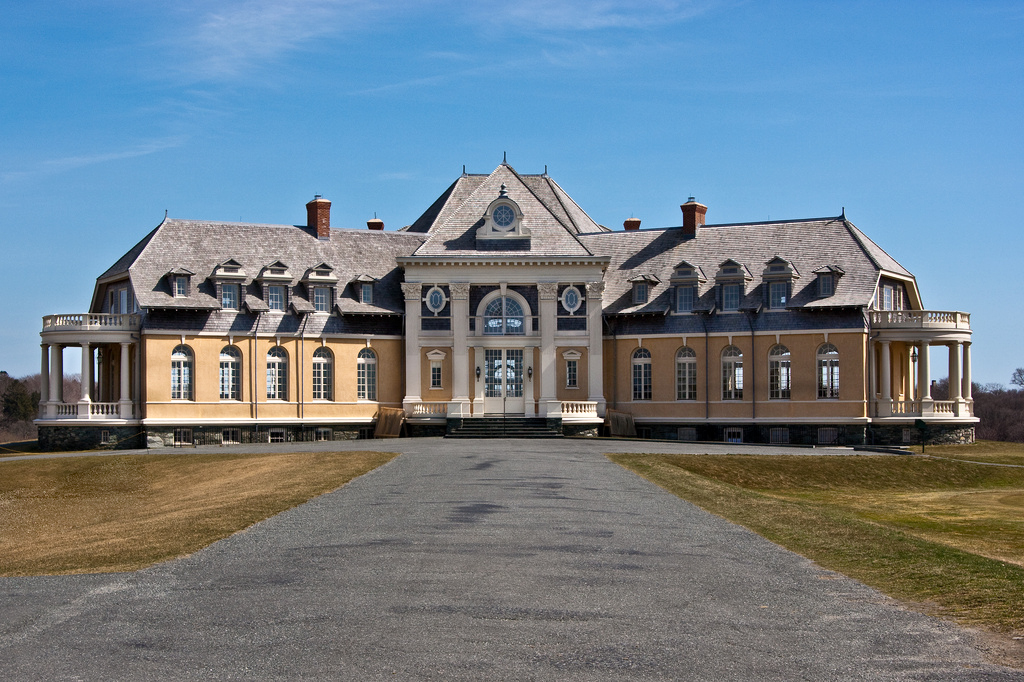

新港鄉村俱樂部（Newport Country Club）是位於美國東北部羅德島州新港的高爾夫球場。這座球場是第一屆美國業餘賽和第一屆美國公開賽的舉辦地點。新港鄉村俱樂部始建於1893年。